# Padang Sidempuan
Padang Sidempuan (ook: Padang Sidempoean) is een stad en gemeente in de provincie Noord-Sumatra in Indonesië. Het is een regentschap van Noord-Sumatra.
Stadsgemeenten: Binjai · Gunung Sitoli · Medan · Pematang Siantar · Tanjung Balai · Tebing Tinggi · Padang Sidempuan · Sibolga

Regentschappen: Asahan · Batu Bara · Dairi · Deli Serdang · Humbang Hasundutan · Karo · Labuhan Batu · Labuhanbatu Selatan · Labuhanbatu Utara · Langkat · Mandailing Natal · Nias · Nias Barat · Nias Selatan · Nias Utara · Padang Lawas · Padang Lawas Utara · Pakpak Bharat · Samosir · Serdang Bedagai · Simalungun · Tapanuli Selatan · Tapanuli Tengah · Tapanuli Utara · Toba Samosir